# Скрябіно (Підосиновський район)
Скря́біно (рос. Скрябино) — селище у складі Підосиновського району Кіровської області, Росія. Входить до складу Пушемського сільського поселення.
Населення становить 360 осіб (2010, 574 у 2002).
Національний склад станом на 2002 рік — росіяни 96 %.